# ملک‌آباد (چین)

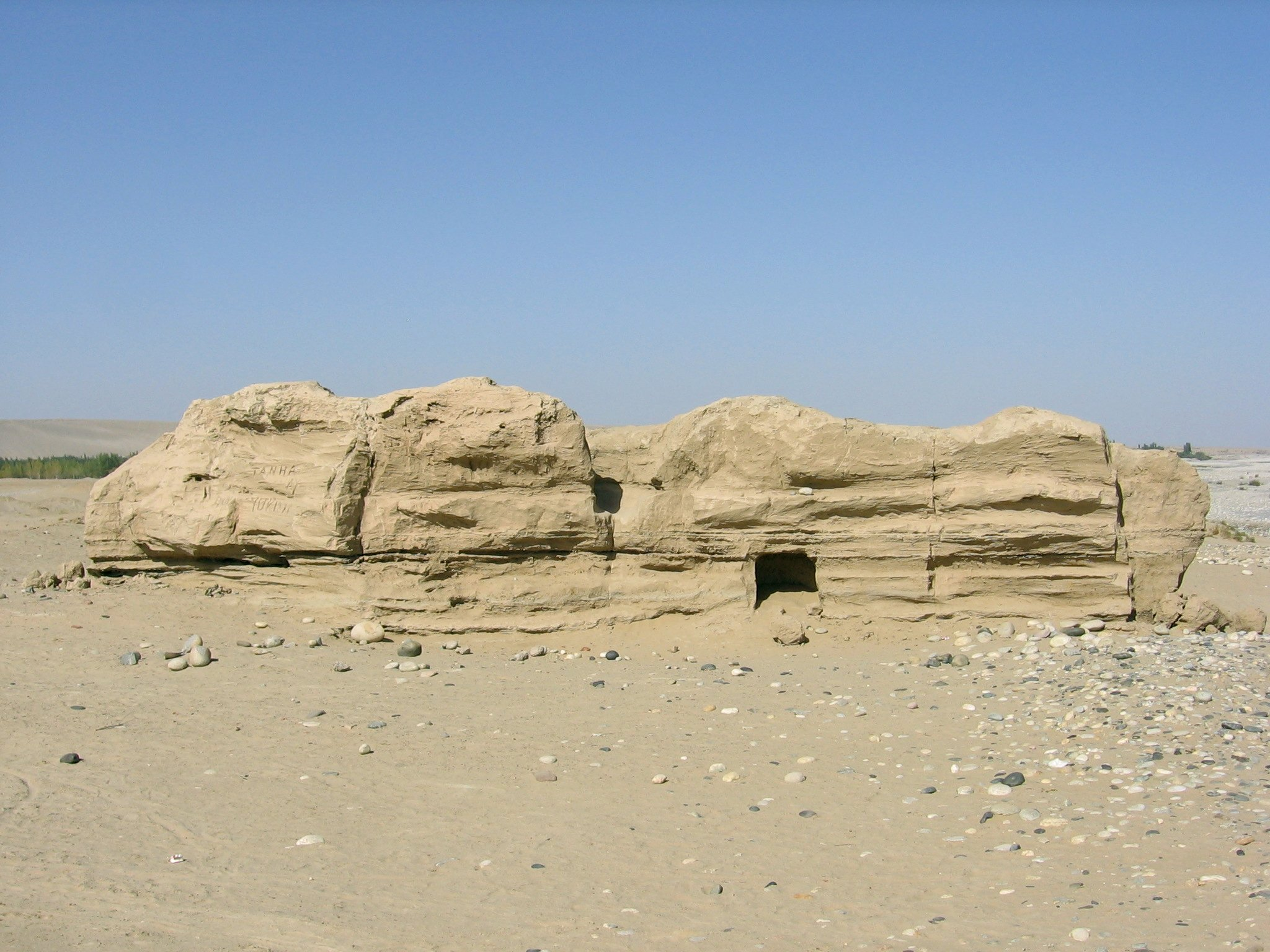
ویرانه‌های ملک‌آباد

ملک‌آباد، شهری باستانی در ۳۰ کیلومتری جنوب ختن و در استان سنجان در شمال باختری چین است.